# Sociologie des religions
Vous pouvez aider à l'améliorer ou bien discuter des problèmes sur sa page de discussion.
- Il ne cite pas suffisamment ses sources. Vous pouvez indiquer les passages à sourcer avec {{référence nécessaire}} ou {{Référence souhaitée}}, et inclure les références utiles en les liant aux notes de bas de page. (Marqué depuis septembre 2013)
- Il doit être recyclé. La réorganisation et la clarification du contenu sont nécessaires. (Marqué depuis septembre 2006)

- Archive Wikiwix
- Bing
- Cairn
- DuckDuckGo
- E. Universalis
- Gallica
- Google
- G. Books
- G. News
- G. Scholar
- Persée
- Qwant
- (zh) Baidu
- (ru) Yandex
- (wd) trouver des œuvres sur Wikidata

La sociologie des religions (dite aussi « sociologie de la religion ») est la branche de la sociologie s'intéressant aux phénomènes d'ordre religieux. Il  s'agit d'une discipline qui explique les phénomènes entourant la spiritualité et  les religions.

## Approches sociologiques
Émile Durkheim et Max Weber sont considérés comme les fondateurs de la discipline.
L'approche marxiste, introduite par Karl Marx et Friedrich Engels, envisage la religion comme idéologie, comme « l'opium du peuple », la religion est une production non-materielle des sociétés traduisant des rapports sociaux et politiques. Dans l'ouvrage Sociologie religieuse (1850), Engels soutient que toute religion est un “déguisement” d'intérêts de classe, légitimatrice de ceux-ci, dans le processus de la lutte des classes.
L'approche de Max Weber distingue la religion des autres phénomènes sociaux par son contenu, et plus précisément par la séparation qu'elle effectue entre deux mondes : visible/invisible, naturel/surnaturel, temporel/spirituel, humain/suprahumain, etc. Max Weber affirme dans L'Éthique protestante et l'esprit du capitalisme que la religion, en particulier le calvinisme, a influé sur le système économique, bien plus que l'inverse, postulé par Marx.
L'approche fonctionnelle, illustrée par Durkheim, définit la religion par son utilité : la religion est ce qui crée du lien social ou qui fournit une explication globale du monde.
Yves Lambert propose une approche qui définit la religion par trois critères : par sa croyance en l'existence d'une réalité se situant au-delà de la réalité empirique ; par la foi en l'existence d'une relation entre l'homme et une réalité supraempirique ; sur des formes rituelles collectives.

## Aspects de la recherche sociologique

### L'évolution religieuse occidentale

#### Érosion de l'adhésion chrétienne
De manière générale, on constate particulièrement dans les années 60 une baisse de l'adhésion chrétienne, prenant des « allures d’un krach ». Celui-ci s'est produit, selon Guillaume Cuchet, « à la faveur de Vatican II, avant Mai 68 et la publication en juillet de la même année de la fameuse encyclique Humanae vitae de Paul VI sur la contraception, traditionnellement invoqués pour l’expliquer. Non que ces deux événements n’aient pas eu d’importance : ils ont amplifié la vague, mais ils ne l’ont pas créée ».

#### Théorie de la sécularisation
Il y a, en réalité, plusieurs théories de la sécularisation, sujets d'un débat scientifique international. Celles-ci expriment que « la modernisation des sociétés condui[t] automatiquement à un recul, voire une disparition du religieux ».
Hans Joas confirme ces « mouvements de sécularisation », mais rappelle qu'il peut y avoir, en même temps, « des épisodes de revitalisation du religieux, comme c'est par exemple le cas aujourd'hui en République populaire de Chine ». Il oppose aux théories de la sécularisation « des processus apparemment contradictoires [comme] le fait que la sécularisation s'accompagne d'une revitalisation de certaines traditions religieuses ».

### Sociologie chrétienne

#### Diagonale du vide (France)

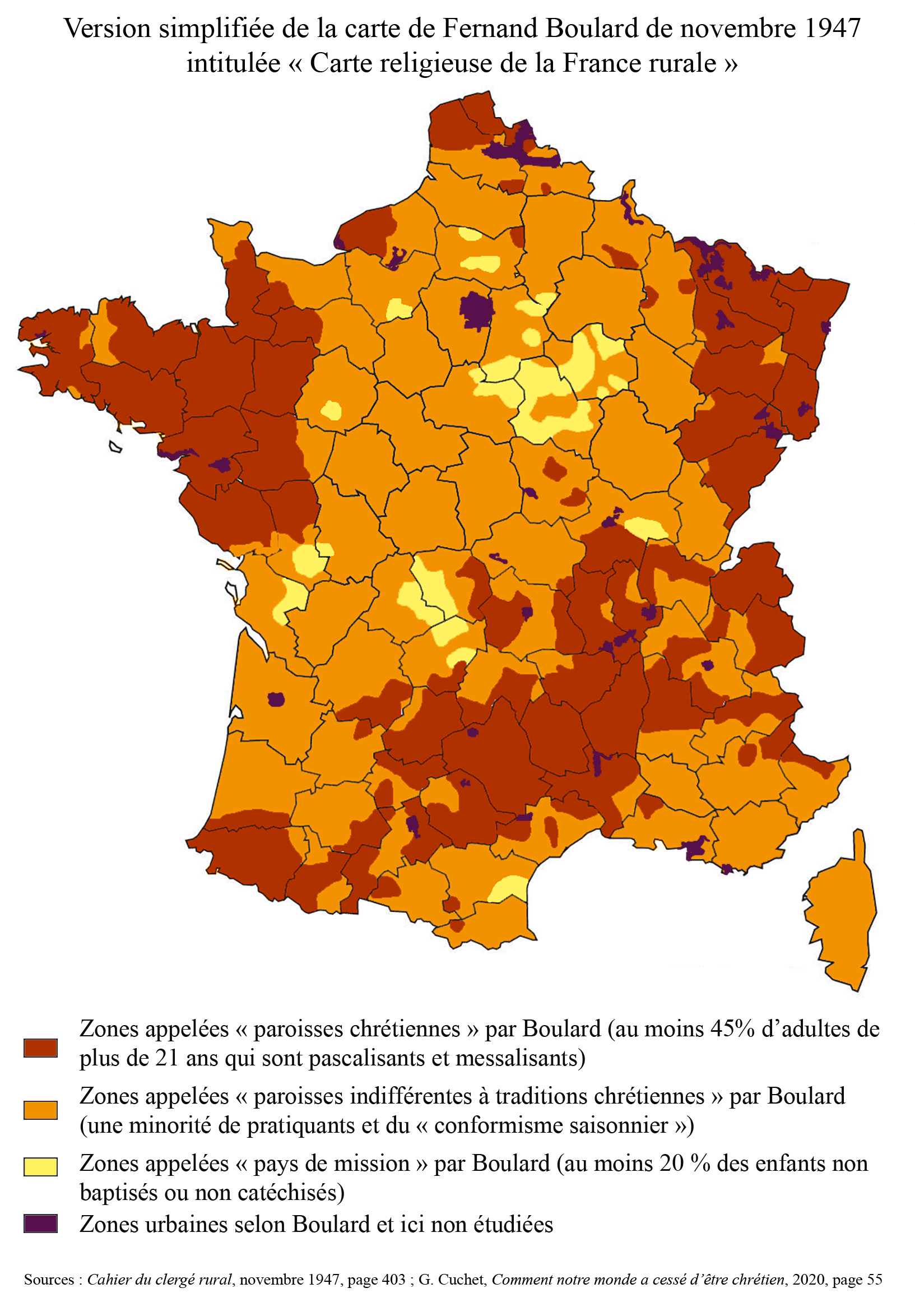
Carte Boulard, d'après l'original de 1947

À la suite du choc de La France, pays de mission ? (1943), le vide chrétien des campagnes a été découvert, avec en particulier, la « diagonale du vide », prenant « la France en écharpe du Nord-Est au Sud-Ouest, des Ardennes aux Landes », mis en lumière par Fernand Boulard dans sa « carte Boulard ».

### Extrémismes religieux
(décembre 2023).
Si vous disposez d'ouvrages ou d'articles de référence ou si vous connaissez des sites web de qualité traitant du thème abordé ici, merci de compléter l'article en donnant les références utiles à sa vérifiabilité et en les liant à la section « Notes et références ».

#### Montée des extrémismes religieux
Les problèmes liés à cette étude sont multiples :
- D'une part les termes liés à l'extrémisme religieux, mêlant, extrémisme, radicalisme, intégrisme, ultraorthodoxie, fanatisme. Il faut donc de ne pas travestir la réalité en respectant les sensibilités de chacun. Le fondamentalisme est purement religieux, et s'attache principalement au respect des traditions de sa religion dans le cadre religieux. L'intégrisme au contraire, veut modeler la société et l'État conformément aux prescriptions religieuses. Il entre donc de plain-pied dans la politique.
- D'autre part dans la diversité des confessions des religions, donc des extrémismes religieux (islamistes, hindous nationalistes, loubavitch, télé-évangélistes américains, etc.). Ainsi, il ne sera fait mention ici que des points communs entre ces différents extrémismes.
- Enfin, toute étude sociologique de l'extrémisme religieux est rendu difficile par les extrémistes eux-mêmes. Aucun sociologue n'ayant pu étudier les extrémistes de l'intérieur.

#### Origine commune
L'affirmation de l'extrémisme religieux apparaît dès 1970, notamment en Iran et en Israël avec l'imam Khomeiny et les ultra orthodoxes juifs. En Occident, les sectes commencent à se développer. Ceci s'explique par une triple rupture :
- celles des idéologies séculières, qui comprennent le communisme, le libéralisme et le concept État-nation-parti des pays du Tiers Monde. Les échecs de ces idéologies sont montrés du doigt, à cause des inégalités Nord/Sud créées par le libéralisme et le retard économique et politique des deux autres idéologies dans leurs pays. Les intégristes religieux proposent une alternative à cela.
- celle de l'ère des blocs, désormais révolue. Le bloc occidental et le bloc oriental, chacun orienté dans son conflit avec l'autre, imposait en son sein la cohésion. Avec l'effondrement du bloc soviétique, la contestation apparaît, notamment religieuse.
- celle de la critique de la modernité, pouvant être perçue comme un facteur de corruption moral et politique.

#### Organisation des extrémismes religieux
L'extrémisme religieux est particulièrement présent auprès des populations jeunes et/ou isolées. En France, les banlieues peuvent constituer un terrain de prédilection pour l'extrémisme. À la différence des villages traditionnels, les banlieues disposent rarement de réseaux sociaux de solidarité. Mais similairement aux villages traditionnels, il y a rarement d'identité politique forte. Ces facteurs favorisent la recherche d'une identité forte et d'une appartenance communautaire marquée et rendent l'implantation des extrémismes plus aisée.

### Ouvrages

#### Sur la sociologie des religions
- O. Bobineau, S. Tank-Stoper, Sociologie des Religions, Armand Colin, coll. 128, 2007.
- Françoise Champion (dir.) et Martine Cohen (dir.), Sectes et démocratie, Paris, Éditions du Seuil, 1999
- Roberto Cipriani, Manuel de sociologie de la religion, Paris, L'Harmattan, 2004.
- Joseph Laloux, Manuel d'initiation à la sociologie religieuse, Coll. Feres, Paris, Editions universitaires, 1967.
- Shmuel Trigano, Qu'est-ce que la religion ? : La transcendance des sociologues, Champs Flammarion, 2004.
- Max Weber, Sociologie des religions (choix de textes et traduction par Jean-Pierre Grossein), Gallimard, 1996.

#### Ouvrages de sociologie religieuse
- Émile Durkheim, Les Formes élémentaires de la vie religieuse, 1912.
- Nathalie Luca et Frédéric Lenoir, Sectes, mensonges et idéaux, Paris, Éditions Bayard, 1998.
- Jean-Paul Willaime, « Pertinence de l'impertinence chrétienne dans l'ultramodernité contemporaine ? Un point de vue sociologique sur la condition chrétienne aujourd'hui: », Transversalités, vol. N° 131, no 3,‎ 14 octobre 2014, p. 113–132 (ISSN 1286-9449, DOI 10.3917/trans.131.0113, lire en ligne)
- Yann Raison du Cleuziou :
  - Qui sont les cathos aujourd’hui ? Sociologie d’un monde divisé, Desclée de Brouwer, 2014.
  - Une contre-révolution catholique. Aux origines de La Manif pour tous, Seuil, 2019.
- Hans Joas, Les pouvoirs du sacré: une alternative au récit du désenchantement, Éditions du Seuil, coll. « La couleur des idées », 2020 (ISBN 978-2-02-140454-8).

### Articles
- Françoise Champion, « Sectes, entre guillemets », Actualité des religions, no 6,‎ juin 1999, p. 40-43
- Régis Dericquebourg, « Les stratégies des groupes religieux minoritaires face à la lutte anti-secte française », Religiologiques, no 22,‎ automne 2000, p. 119-130 (lire en ligne)
- Régis Dericquebourg, « Les groupes religieux minoritaires : aspects et problèmes », Cahier de l'association d'étude et d'information sur les mouvements religieux, nos 150-151,‎ octobre-novembre 1992
- Nathalie Luca, « Sectes, églises et nouveaux mouvements religieux », Actes du séminaire "L'enseignement du fait religieux",‎ 5, 6 et 7 novembre 2002 (lire en ligne)
- Frédéric Lenoir, « Controverses passionnées à propos des sectes », Le Monde diplomatique,‎ mai 1999, p. 26-27 (lire en ligne)